# 杨彦希
杨彦希（1982年3月3日—），中国连珠六段棋手，黑龙江哈尔滨人。现居于河北。2012年5月，在北京举办的第9届世界连珠团体锦标赛中，代表中国二队，获得季军。2015年11月，在第三届全国智力运动会五子棋比赛中，获得男子个人组亚军。2017年10月，获得第十一届全国五子棋锦标赛冠军。2018年5月，在第12届世界连珠团体锦标赛中，代表中国队，获得冠军。在2018年国际连珠联盟公布的棋手排位中排名第三，等级分2636。